# هاري بيرسون
هاري بيرسون (بالإنجليزية: Harry Pearson)‏ (7 أغسطس 1851 - 8 يوليو 1903) هو لاعب كريكت بريطاني (وحمل سابقاً جنسية المملكة المتحدة لبريطانيا العظمى وأيرلندا).